# Поповка (Миллеровский район)
Поповка — слобода в Миллеровском районе Ростовской области. Входит в состав Мальчевского сельского поселения.

## География

### Улицы
- ул. Еленовская,
- ул. Жигулевская,
- ул. Садовая,
- ул. Северная,
- ул. Центральная,
- ул. Южная.

## История
Слобода Поповка в 1925 году числилась как хутор (Мальчевский сельсовет). В хуторе было 24 двора, проживало 75 жителей мужчин и 65 женщин.

## Население
| 2010 |
| ---- |
| 221  |

## Достопримечательности
Территория Ростовской области была заселена ещё в эпоху неолита. Люди, живущие на древних стоянках и поселениях у рек, занимались в основном собирательством и рыболовством. Степь для скотоводов всех времён была бескрайним пастбищем для домашнего рогатого скота. От тех времен осталось множество курганов с захоронениями жителей этих мест. Курганы и курганные группы находятся на государственной охране.
Поблизости от территории слободы Поповка Миллеровского района расположено несколько достопримечательностей — памятников археологии. Они охраняются в соответствии с Федеральным законом от 25.06.2002 N 73-ФЗ «Об объектах культурного наследия (памятниках истории и культуры) народов Российской Федерации», Областным законом от 22.10.2004 N 178-ЗС «Об объектах культурного наследия (памятниках истории и культуры) в Ростовской области», Постановлением Главы администрации РО от 21.02.97 N 51 о принятии на государственную охрану памятников истории и культуры Ростовской области и мерах по их охране и др.
- Курган «Поповка III». Находится на расстоянии около 3,3 км к западу-северо-западу от слободы Поповка.
- Курган «Поповка IY». Находится на расстоянии около 4,2 км к западу от слободы Поповка.
- Курганная группа «Полтава» из трёх курганов. Находится на расстоянии около двух километров к юго-юго-западу от слободы Поповка.
- Курганная группа «Поповка I» (2 кургана). Находится на расстоянии около 3,0 км к северо-северо-западу от слободы Поповка.
- Курганная группа «Поповка II» (3 кургана). Находится на расстоянии около 4,0 км к северо-северо-западу от слободы Поповка[3].